# Wilhelm Ganzenmüller
Karl Wilhelm Ganzenmüller, né le 13 juin 1882 à Calw et mort le 3 septembre 1955 à Tübingen, est un historien des sciences allemand, qui s'est principalement consacré à l'étude de l'alchimie au Moyen Âge.

## Publications
- 1914 : Das Naturgefühl im Mittelalter.
- 1938 : Die Alchemie im Mittelalter (traduction française par G. Petit-Dutaillis, Paris, Éditions Aubier-Montaigne, 1939 ; réédition avec révision, mise à jour, introduction et notes de Robert Delhez, L'alchimie au moyen âge. Aux frontières de l'impossible, Verviers, Éditions Marabout (collection Bibliothèque marabout, 1974).
- 1956 : Beiträge zur Geschichte der Technologie und der Alchemie.